# Edward Winnington, 2. Baronet
Sir Edward Winnington, 2. Baronet (* 14. November 1749; † 9. Januar 1805) war ein britischer Politiker.

## Leben
Er war ein Sohn von Sir Edward Winnington, 1. Baronet und dessen Frau Mary Ingram. Er besuchte das Eton College und studierte am Christ Church College der University of Oxford. 1776 heiratete er Anne Foley, die Tochter von Thomas Foley, 1. Baron Foley. Aus der Ehe gingen fünf Söhne und fünf Töchter hervor.
Als sein Schwiegervater im November 1777 starb und dessen Sohn Thomas daraufhin als 2. Baron Foley in das House of Lords einzog, übernahm Winnington am 27. November 1777 den vakanten Sitz seines Schwagers im House of Commons als Abgeordneter für das Borough Droitwich. Er hatte den Parlamentssitz bis zu einem Tod 1805 inne. Damit gelang es Winnington den Parlamentssitz, den seine Familie während der ersten Hälfte des 18. Jahrhunderts innehatte, wieder zu erlangen.
Beim Tod seines Vaters erbte er am 9. Dezember 1791 dessen Adelstitel als 2. Baronet, of Stanford Court in the County of Worcester. Er selbst wurde von seinem Sohn Thomas als 3. Baronet beerbt. Wie bereits sein Vater wurde er ebenfalls Abgeordneter im House of Commons. Gleiches galt für Thomas jüngeren Bruder Henry, der von 1833 bis 1841 den Wahlkreis Worcestershire Western im Unterhaus vertrat.
Ein weiterer Sohn, Edward, wurde anglikanischer Geistlicher und ergänzte seinen Familiennamen 1817 zu Winnington-Ingram. Der 2. Baronet ist somit der Großvater von Herbert Frederick Winnington-Ingram, der Urgroßvater von Charles William Winnington-Ingram und Arthur Winnington-Ingram, sowie der Ururgroßvater des Klassischen Philologen Reginald Pepys Winnington-Ingram.